# Falco femoralis
El halcón aleto (Falco femoralis), también conocido como halcón aplomado, halcón perdiguero, halcón fajado y halcón plomizo, es una especie de ave falconiforme de la familia Falconidae nativa de América.

## Características
Tiene una longitud de 30–40 cm, envergadura promedio de 90 cm, y un peso de 250–475 g. En los adultos, la parte superior es negro azul gris, como también  mucho de la cabeza, con el usual "mostacho" de halcón, contrastando con la garganta blanca y los ojos. Como todas las aves rapaces la hembra supera en tamaño al macho. El pecho superior continua lo blanco del cogote; hay parches negros en cada lado del pecho bajo que se junta en el medio;  barriga y muslos, debajo de los parches negros, son canela suave.  La cola es negra con barras finas blancas  o grises.  Los juveniles son muy  similares, pero sus partes superiores y la banda de la panza son negro pardo, el pecho  está mezclado con negro, el blanco de la cabeza es beige, y lo canela es más pálido.

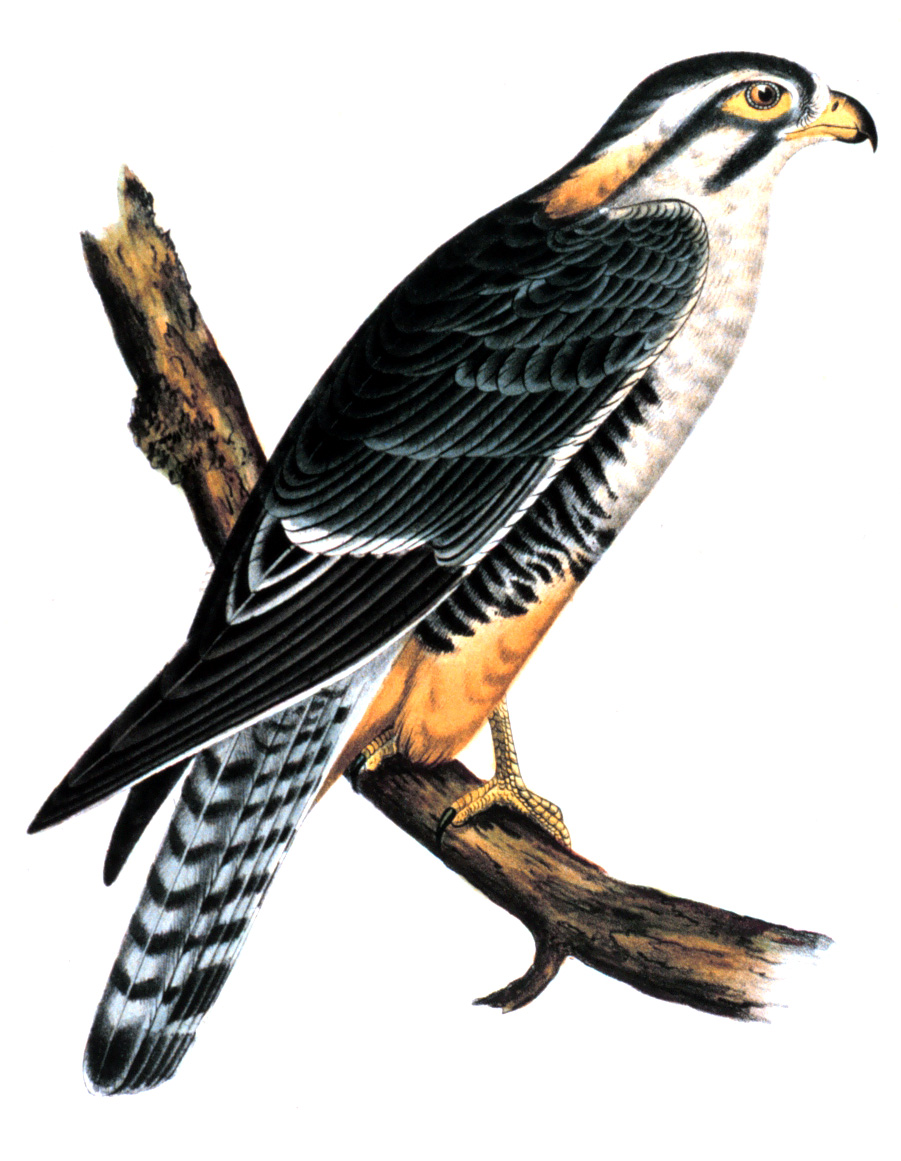
Ilustración del "Pacific Railroad Surveys"

 Puede confundirse con  Falco rufigularis y Falco deiroleucus, que tienen similares patrones blanco negro debajo, pero aquellas especies son más parecidos a Falco peregrinus y tienen sólidamente cabezas negras y más oscuras barrigas.

## Historia natural
Su hábitat son pastizales áridos, sabanas, y charcas.  Se alimenta de insectos, pequeños vertebrados, especialmente aves.  Caza en campos que se están quemando, donde muchas aves escapan.  En Brasil, esta especie ha sido observada siguiendo aguará-guazúes Chrysocyon brachyurus y cazando pájaros que este lobo asusta.

## Distribución
Vive desde el norte de México y Trinidad, hasta el sur de Sudamérica, pero ha desaparecido de muchos lugares, incluyendo el norte y el centro de México excepto una pequeña área de Chihuahua. Hasta la década de 1950 aún se hallaba en el extremo sudoeste de Estados Unidos, y se sigue intentando  reintroducirlo en el oeste de Texas. Puede retornar naturalmente al sur de Nuevo México, y ha ido ocurriendo desde 2000 a 2005 y creciendo exitosamente en 2002.

## Subespecies
Se conocen tres subespecies de Falco femoralis:
- Falco femoralis septentrionalis - sabanas y bosques del norte de México a Guatemala.
- Falco femoralis femoralis - de Nicaragua y Belice, a lo largo de Sudamérica hasta Tierra del Fuego.
- Falco femoralis pichinchae - zonas templadas de Colombia y Perú; al norte de Chile y noroeste de Argentina.